# 한융
한융(韓融, ? ~ ?)은 후한 말기의 관료로, 자는 원장(元長)이며 영천군 무양현(舞陽縣) 사람이다. 순숙·종호·진식과 함께 영천에서 명성을 떨친 영장(嬴長) 한소의 아들로, 어려서부터 말솜씨에 능하여 장구(章句)를 익히지 않았다.

## 행적
순상·가표·이응·왕열과 함께 진식을 사사하였고, 명성이 대단하여 다섯 부(府)에서 벽소(辟召)하였다.
중평 6년(189년), 순상·진기 등과 함께 박사(博士)로 임용되었으나, 이듬해 조정에 도착하기 전에 동탁이 정권을 차지하였다. 한융은 다시 공거(公車)로 부름을 받아 상서(尙書)가 되었다.
같은 해, 발해태수 원소가 제후들을 규합하여 동탁에게 반기를 들었다(반동탁연합). 대홍려 한융은 음수·호모반·오수·왕괴(王瓌)와 함께 반란을 무마시키기 위하여 각지로 파견되었으나 모두 제후들의 손에 죽었고, 오로지 한융만 명성이 있어 목숨을 보전하였다.
흥평 2년(195년), 헌제는 이각과 곽사를 피하여 장안을 탈출하였다. 태복 한융은 태위 양표 등의 대신들과 함께 헌제를 호위하였고, 12월 헌제의 명으로 홍농으로 파견되어 이각과 곽사의 화친을 성사시키고 궁녀와 관료·거마를 돌려받았다.
한융은 일흔 살에 죽었다.

## 출전
- 유애, 《헌제춘추》(獻帝春秋) [이방, 《태평어람》 권92 황왕부17 효헌황제(孝獻皇帝)에 인용]
- 진수, 《삼국지》 권6 동이원유전
- 범엽, 《후한서》
  - 권9 효헌제기
  - 권53 주황서강신도열전
  - 권62 순한종진열전
  - 권72 동탁열전
  - 권74상 원소유표열전 上
- 저자 미상, 《선현행장》(先賢行狀) [진수, 《삼국지》 권11 원장양국전왕병관전 배송지주에 인용]

| 전임 유합 | 후한의 대홍려 190년 ~ ? | 후임 주환 |

| 전임 주준 | 후한의 태복 (195년 당시) | 후임 위단 |